# Nogometni klub Sloga Ljubuški
Il Nogometni klub Sloga, conosciuto semplicemente come Sloga (Lj), era una squadra di calcio di Ljubuški, una città nella Federacija (Bosnia ed Erzegovina).

## Storia
La squadra nasce nel 1937 come Ljubuški omladinski športski klub (=club sportivo giovanile di Ljubuški) ma cessa l'attività all'inizio della seconda guerra mondiale. Nel 1947 rinasce come Udarnik (=gran lavoratore) ma anche stavolta non dura a lungo. Finalmente nel 1951 rinasce ancora, stavolta come NK Sloga (sloga = unità) e riesce a sopravvivere, anche se rimane confinato nei campionati minori della Jugoslavia.
Dopo la dissoluzione della Jugoslavia cambia il nome in Hrvatski nogometni klub Ljubuški e milita nel campionato della Repubblica Croata dell'Erzeg-Bosnia: la Prva liga Herceg-Bosne. Questi sono gli anni migliori della storia del club, in campionato riesce a mantenere sempre la massima categoria, ma soprattutto in coppa riesce a vincere due trofei: nel 1995 (2-0 sullo Sloga Uskoplje) e nel 1996 (ai rigori sullo Široki Brijeg, mattatore del campionato). Nel 2000 riesce a qualificarsi alla Premijer liga BiH unificata grazie al settimo posto in campionato.
Nella massima serie bosniaca rimane per una sola stagione: il 20º posto condanna il Ljubuški alla retrocessione in Prva liga FBiH e dopo 5 anni retrocede ulteriormente in terza divisione (Druga liga FBiH). Le finanze del club sono allo stremo, nel 2007, dopo due rinunce, viene escluso dal campionato e cessa l'attività.
Nell'estate 2009 il club è riattivato col vecchio nome NK Sloga e riparte dalla categoria più bassa possibile: la Međužupanijska liga HBŽ i ZHŽ (quarta divisione, nella zona di Ljubuški non ci sono altre categorie sottostanti). La promozione in terza serie è immediata, ma dopo aver ottenuto il ritorno in seconda, nel 2015-16, c'è stata un'altra crisi che, nel 2018, ha riportato alla cessazione dell'attività.
Il colore societario è il blu.

### Cronistoria
| Stagione                           | Campionato                                       | Campionato                                       | Campionato                                       | Campionato                                       | Coppa                                            |
| Stagione                           | Categoria                                        | Liv.                                             | Posizione                                        | Verdetti                                         | Coppa                                            |
| ---------------------------------- | ------------------------------------------------ | ------------------------------------------------ | ------------------------------------------------ | ------------------------------------------------ | ------------------------------------------------ |
| CAMPIONATI DELLA ERZEG-BOSNIA      | CAMPIONATI DELLA ERZEG-BOSNIA                    | CAMPIONATI DELLA ERZEG-BOSNIA                    | CAMPIONATI DELLA ERZEG-BOSNIA                    | CAMPIONATI DELLA ERZEG-BOSNIA                    | Kup Herceg-Bosne                                 |
| 1992–93                            | Nessun campionato a causa della guerra in Bosnia | Nessun campionato a causa della guerra in Bosnia | Nessun campionato a causa della guerra in Bosnia | Nessun campionato a causa della guerra in Bosnia | Nessun campionato a causa della guerra in Bosnia |
| 1993–94                            | Prva liga HB - Sud                               | I                                                | 4º su 8                                          |                                                  | non disputata                                    |
| 1994–95                            | Prva liga HB - Sud                               | I                                                | 2º su 11                                         | Eliminato in semifinale nella fase finale        | Vincitore                                        |
| 1995–96                            | Prva liga HB - Ovest                             | I                                                | 2º su 8                                          | Eliminato ai quarti nella fase finale            | Vincitore                                        |
| 1996–97                            | Prva liga HB                                     | I                                                | 5º su 16                                         |                                                  | ???                                              |
| 1997–98                            | Prva liga HB                                     | I                                                | 9º su 16                                         |                                                  | ???                                              |
| 1998–99                            | Prva liga HB                                     | I                                                | 10º su 14                                        |                                                  | ???                                              |
| 1999–00                            | Prva liga HB                                     | I                                                | 7º su 14                                         | Ammesso alla Premijer liga                       | ???                                              |
| CAMPIONATI DELLA BOSNIA ERZEGOVINA | CAMPIONATI DELLA BOSNIA ERZEGOVINA               | CAMPIONATI DELLA BOSNIA ERZEGOVINA               | CAMPIONATI DELLA BOSNIA ERZEGOVINA               | CAMPIONATI DELLA BOSNIA ERZEGOVINA               | Coppa di Bosnia                                  |
| 2000–01                            | Premijer liga                                    | I                                                | 20º su 22                                        | Retrocede in 1.liga                              | Ottavi                                           |
| 2001–02                            | Prva liga FBiH                                   | II                                               | 14º su 16                                        |                                                  | n.q.                                             |
| 2002–03                            | Prva liga FBiH                                   | II                                               | 7º su 20                                         |                                                  | n.q.                                             |
| 2003–04                            | Prva liga FBiH                                   | II                                               | 9º su 16                                         |                                                  | Sedicesimi                                       |
| 2004–05                            | Prva liga FBiH                                   | II                                               | 9º su 16                                         |                                                  | Sedicesimi                                       |
| 2005–06                            | Prva liga FBiH                                   | II                                               | 16º su 16                                        | Retrocede in 2.liga                              | n.q.                                             |
| 2006–07                            | Druga liga FBiH - Sud                            | III                                              | ???                                              |                                                  | n.q.                                             |
| 2007–08                            | Druga liga FBiH - Sud                            | III                                              |                                                  | Ritirato                                         | n.q.                                             |
| 2008–09                            | Non attivo. Nell'estate 2009 rinasce come Sloga  | Non attivo. Nell'estate 2009 rinasce come Sloga  | Non attivo. Nell'estate 2009 rinasce come Sloga  | Non attivo. Nell'estate 2009 rinasce come Sloga  | Non attivo. Nell'estate 2009 rinasce come Sloga  |
| 2009–10                            | MŽNL HBŽ i ZHŽ                                   | IV                                               | ???                                              | Promosso in 2.liga                               | n.q.                                             |
| 2010–11                            | Druga liga FBiH - Sud                            | III                                              | 10º su 15                                        |                                                  | n.q.                                             |
| 2011–12                            | Druga liga FBiH - Sud                            | III                                              | 12º su 16                                        |                                                  | n.q.                                             |
| 2012–13                            | Druga liga FBiH - Sud                            | III                                              | 13º su 16                                        |                                                  | n.q.                                             |
| 2013–14                            | Druga liga FBiH - Sud                            | III                                              | 2º su 14                                         |                                                  | n.q.                                             |
| 2014–15                            | Druga liga FBiH - Sud                            | III                                              | 1º su 14                                         | Promosso in 1.liga                               | n.q.                                             |
| 2015–16                            | Prva liga FBiH                                   | II                                               | 15º su 16                                        | Retrocede in 2.liga                              | Sedicesimi                                       |
| 2016–17                            | Druga liga FBiH - Sud                            | III                                              | 14º su 16                                        |                                                  | n.q.                                             |
| 2017–18                            | Druga liga FBiH - Sud                            | III                                              | 15º su 16                                        | Cessa l'attività                                 | n.q.                                             |

## Palmarès

### Competizioni nazionali
- Kup Herceg-Bosne: 2

1994-1995, 1995-1996
- Druga Liga Federacije Bosne i Hercegovine: 2

2014-2015, 2020-2021

## Stadio

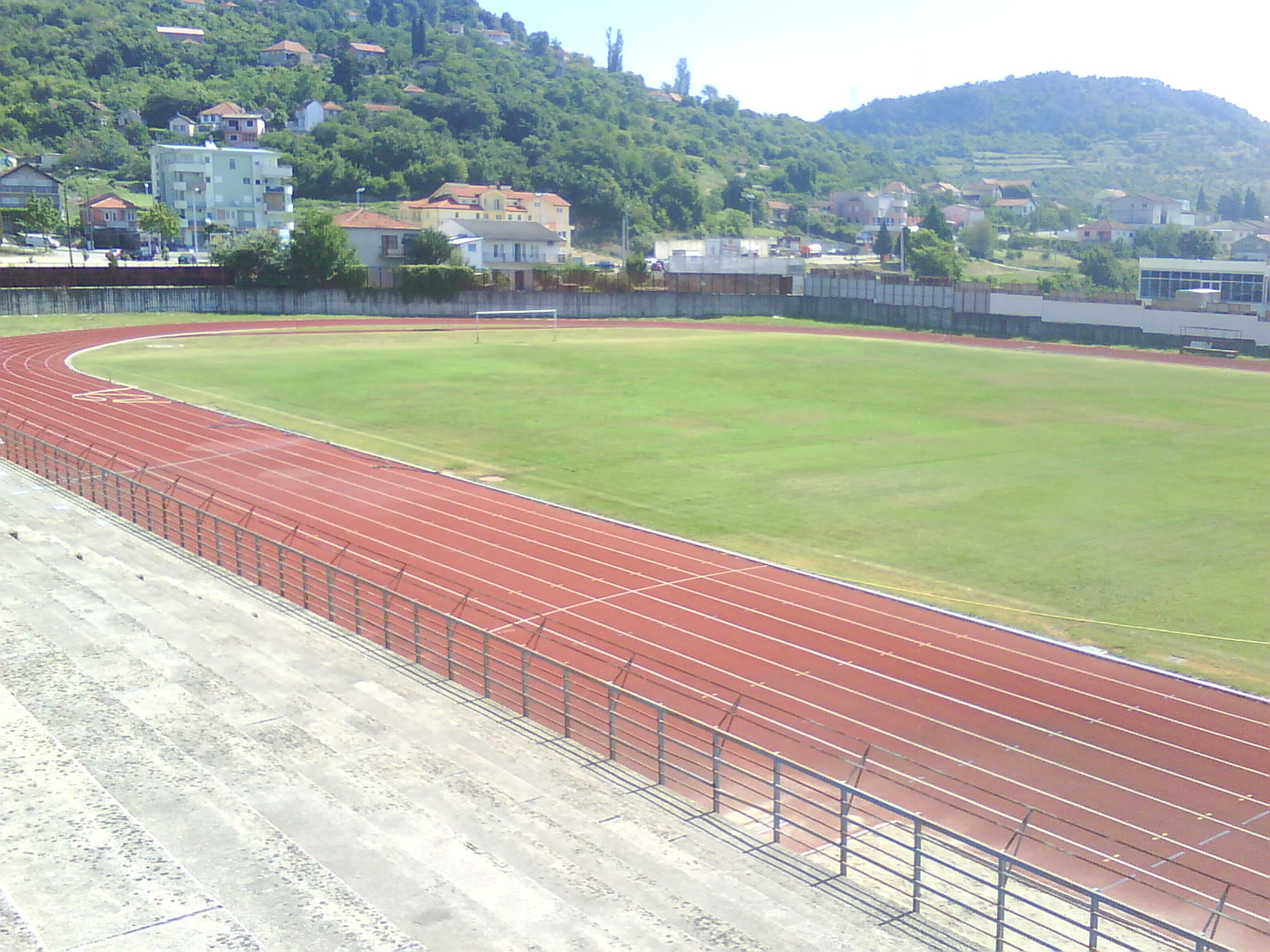
Stadion Babovac

Lo Sloga Ljubuški disputava le partite interne allo Stadion Babovac, un impianto con una capienza di 3500 posti. I tifosi più accesi erano gli Rđe Ljubuški.
Anche il NK Bigeste utilizza questo stadio.

## NK Bigeste / NK Ljubuški
A Ljubuški vi è anche un'altra squadra: il Nogometni klub Bigeste, squadra che prende il nome dall'omonimo campo romano che si trovava al posto della città attuale.
Fondata nel 2005, cessa l'attività nel 2014. Il 25 agosto 2018, vista la scomparsa dei concittadini dello Sloga, per ridare una squadra alla città viene riformato il Bigeste, il quale il 20 gennaio 2019 cambia il nome in NK Ljubuški.
| Stagione               | Campionato                              | Campionato                              | Campionato                              | Campionato                              | Coppa           |
| Stagione               | Categoria                               | Liv.                                    | Posizione                               | Verdetti                                | Coppa           |
| ---------------------- | --------------------------------------- | --------------------------------------- | --------------------------------------- | --------------------------------------- | --------------- |
| Cronistoria NK Bigeste | Cronistoria NK Bigeste                  | Cronistoria NK Bigeste                  | Cronistoria NK Bigeste                  | Cronistoria NK Bigeste                  | Coppa di Bosnia |
| 2005–2010              | Milita in Međužupanijska liga HBŽ i ZHŽ | Milita in Međužupanijska liga HBŽ i ZHŽ | Milita in Međužupanijska liga HBŽ i ZHŽ | Milita in Međužupanijska liga HBŽ i ZHŽ | n.q.            |
| 2010–11                | MŽNL HBŽ i ZHŽ                          | IV                                      | 1º su 11                                | Promosso in 2.liga                      | n.q.            |
| 2011–12                | Druga liga FBiH - Sud                   | III                                     | 14º su 16                               |                                         | n.q.            |
| 2012–13                | Druga liga FBiH - Sud                   | III                                     | 12º su 16                               |                                         | n.q.            |
| 2013–14                | Druga liga FBiH - Sud                   | III                                     | 13º su 14                               | Cessa l'attività                        | n.q.            |
| 2014–2018              | Non attivo                              | Non attivo                              | Non attivo                              | Non attivo                              | Non attivo      |
| 2018–19                | MŽNL HBŽ i ZHŽ                          | IV                                      |                                         |                                         | n.q.            |